# Molí de la Sala (Vilada)
El Molí de la Sala és un molí fariner i una masia situat al terme municipal de Vilada, al Berguedà, que està inventariat com a patrimoni immoble al mapa de patrimoni cultural de la Generalitat de Catalunya amb el número d'element IPAC-3733. En els seus orígens tenia un ús industrial però actualment és utilitzat com a habitatge de segona residència.

## Situació geogràfica i accessos
El Molí de la Sala està situat al km 24 de la carretera C-26 entre Vilada i Berga, a prop del pantà de la Baells

## Descripció i característiques
El molí de la Sala és una construcció que respon a l'esquema clàssic de masia. La seva planta rectangular està coberta a dues vessants i el carener perpendicular a la façana, orientada a llevant. Tot i les reformes modernes que l'han adaptat com a segona residència -s'obriren dos porxos, un a tramuntana i l'altre a migdia-, arrebossaren les façanes i obriren una nova porta al mur de llevant, conserva la major part de les obertures formades per finestres i balcons de diverses mides i característiques.
Està situada al peu de la carretera de Berga a Vilada, molt a prop de l'embassament de la Baells. Les reformes han sumit la maquinària, el cacau, el rec i la bassa.

## Història
El molí de la Sala fou construït al segle xviii. Era un molí fariner de la masia de la Sala, en l'actualitat negada per les aigües de l'embassament de la Baells.
Formà part dels dominis jurisdiccionals de la baronia de la Portella.